# ミナミミズトガリネズミ
ミナミミズトガリネズミ (Neomys anomalus)は、哺乳綱真無盲腸目トガリネズミ科ミズトガリネズミ属に分類される哺乳類。別名スペインミズトガリネズミ。

## 分布
アルバニア、イタリア、イラン、ウクライナ、オーストリア、北マケドニア、ギリシャ、クロアチア、スイス、スペイン、スロバキア、スロベニア、セルビア、ドイツ、トルコ、フランス、ブルガリア、ベラルーシ、ベルギー、ポーランド、ポルトガル、モルドバ、モンテネグロ、リヒテンシュタイン、ルーマニア、ロシア（ドン川以西）

## 生態
標高1,850メートル以下にある河川や湖・池沼の周辺に生息する。昆虫の幼虫やクモ、ミミズなどを食べる。

## 人間との関係
河川改修や農地開発・道路建設などによる生息地の破壊、排水や農薬による水質汚染などにより、生息数が減少していると考えられている。